# Drop šedotemenný
Drop šedotemenný (Afrotis afraoides) je velký pták z čeledi dropovitých. Dorůstá 50 cm a má převážně černé opeření se světlým, černě vzorovaným hřbetem, ocasem a temenem, bílou skvrnou na hlavě, žlutými končetinami a výrazným bílým pruhem na hrudi, který se táhne až na zadní stranu krku. K životu vyhledává především otevřené louky, stepi a křovinaté oblasti na území Angoly, Botswany, Lesotha, Namibie a Jihoafrické republiky.